# Mont Oputateshike
Le mont Oputateshike (オプタテシケ山, Oputateshike-yama) est une montagne qui culmine à 2 012 m d'altitude dans le groupe volcanique Tokachi sur l'île de Hokkaidō au Japon. Il est composé essentiellement de roche mafique non-alcaline.